# لینکلن‌دیل (نیویورک)
لینکلن‌دیل (به انگلیسی: Lincolndale) یک منطقهٔ مسکونی در ایالات متحده آمریکا است که در شهرستان وستچستر، نیویورک واقع شده‌است. لینکلن‌دیل ۲٫۶ کیلومتر مربع مساحت و ۱٬۵۲۱ نفر جمعیت دارد و ۱۰۳ متر بالاتر از سطح دریا واقع شده‌است.